# Angelika Bachmann
Angelika Bachmann (Monaco di Baviera, 16 maggio 1979) è un'ex tennista tedesca.

## Carriera
Raggiunse il suo best ranking in singolare il 17 aprile 2000 con la 130ª posizione; nel doppio divenne, il 18 dicembre 2000, la 90ª del ranking WTA.
In carriera, in singolare, vinse due tornei del circuito ITF Women's Circuit con un montepremi di 10 000 dollari. Risultati migliori furono raggiunti in doppio; in questa specialità vinse sette tornei del circuit ITF con un montepremi di 25 000 dollari. Nel 2000, in coppia con la danese Eva Dyrberg, raggiunse il secondo turno di Wimbledon; dopo aver sconfitto al primo turno la coppia formata dalla ceca Eva Martincová e dalla serba Sandra Načuk, vennero superate dalla spagnola Virginia Ruano Pascual e dall'argentina Paola Suárez in tre set.

## Statistiche

### Tornei minori

#### Singolare

##### Vittorie (2)
| Torneo 100 000 $ (0) |
| Torneo 75 000 $ (0)  |
| Torneo 50 000 $ (0)  |
| Torneo 25 000 $ (0)  |
| Torneo 10 000 $ (2)  |

| Numero | Data            | Torneo                   | Superficie    | Avversaria in finale | Punteggio     |
| 1.     | 1º ottobre 2001 | Plzen Cup, Plzeň         | Sintetico (i) | Renata Kučerová      | 6-2, 3-6, 6-2 |
| 2.     | 28 luglio 2003  | ITF Roller Open, Pétange | Terra rossa   | Bianka Lamade        | 6-4, 7–6(5)   |

#### Doppio

##### Vittorie (7)
| Torneo 100 000 $ (0) |
| Torneo 75 000 $ (0)  |
| Torneo 50 000 $ (0)  |
| Torneo 25 000 $ (7)  |
| Torneo 10 000 $ (0)  |

| N. | Data            | Torneo                                                                              | Superficie  | Compagna          | Avversaria in finale                     | Punteggio           |
| 1. | 10 aprile 2000  | Open GDF SUEZ de Cagnes-sur-Mer Alpes-Maritimes, Cagnes-sur-Mer                     | Cemento     | Giulia Casoni     | Iroda Tulyaganova Anna Zaporožanova      | 7-5, 6-1            |
| 2. | 5 marzo 2001    | Internazionali Tennis Val Gardena Südtirol, Ortisei                                 | Cemento (i) | Eva Dyrberg       | Ekaterina Kožochina Kelly Liggan         | 3-6, 6-4, 6-2       |
| 3. | 14 luglio 2003  | Orterer Cup, Garching bei München                                                   | Terra rossa | Lenka Němečková   | Antonia Matic Lydia Steinbach            | 6-2, 7–6(5)         |
| 4. | 4 agosto 2003   | Hechingen Ladies Open, Hechingen                                                    | Terra rossa | Jasmin Wöhr       | Daniela Klemenschits Sandra Klemenschits | 6-1, 6-4            |
| 5. | 7 novembre 2006 | Tevlin Challenger, Toronto                                                          | Cemento (i) | Hana Šromová      | Heidi El Tabakh Ioana Raluca Olaru       | 6-4, 6-1            |
| 6. | 9 gennaio 2007  | ITF Women's Circuit Tampa, Tampa                                                    | Cemento     | Tetjana Lužans'ka | Olga Vymetálková Andrea Hlaváčková       | 7-5, 6-2            |
| 7. | 15 gennaio 2007 | Emerald Coast Association of Realtors $25,000 Women's Challenger, Fort Walton Beach | Cemento     | Tetjana Lužans'ka | Marie-Ève Pelletier Sunitha Rao          | 7-5, 6(7)–7, 7–6(4) |

### Risultati in progressione
| Sigla | Risultato               |
| ----- | ----------------------- |
| V     | Vincitore               |
| F     | Finalista               |
| SF    | Semifinalista           |
| O     | Oro olimpico            |
| A     | Argento olimpico        |
| SF    | Bronzo olimpico         |
| QF    | Quarti di Finale        |
| 4T    | Quarto turno            |
| 3T    | Terzo turno             |
| 2T    | Secondo turno           |
| 1T    | Primo turno             |
| RR    | Round Robin             |
| LQ    | Turno di qualificazione |
| A     | Assente                 |
| ND    | Non disputato           |

| Legenda superfici    |
| -------------------- |
| Cemento              |
| Terra battuta        |
| Erba                 |
| Superficie variabile |

#### Singolare nei tornei del Grande Slam
| Torneo          | 2000 | 2001 | 2002 | 2003 | 2004 | 2005 | 2006 | 2007 | 2008 | 2009 | 2010 |
| --------------- | ---- | ---- | ---- | ---- | ---- | ---- | ---- | ---- | ---- | ---- | ---- |
| Australian Open | A    | A    | A    | A    | 1T   | A    | A    | A    | 1T   | A    | A    |
| Open di Francia | 1T   | A    | A    | A    | A    | A    | A    | A    | A    | A    | A    |
| Wimbledon       | A    | A    | A    | A    | A    | A    | A    | A    | A    | A    | A    |
| US Open         | 1T   | A    | A    | A    | A    | A    | A    | A    | A    | A    | A    |

#### Doppio nei tornei del Grande Slam
| Torneo          | 2000 | 2001 | 2002 | 2003 | 2004 | 2005 | 2006 | 2007 | 2008 | 2009 | 2010 |
| --------------- | ---- | ---- | ---- | ---- | ---- | ---- | ---- | ---- | ---- | ---- | ---- |
| Australian Open | A    | 1T   | A    | A    | A    | A    | A    | A    | A    | A    | A    |
| Open di Francia | 1T   | 1T   | A    | A    | A    | A    | A    | A    | A    | A    | A    |
| Wimbledon       | 2T   | 1T   | A    | A    | A    | A    | A    | A    | A    | A    | A    |
| US Open         | 1T   | A    | A    | A    | A    | A    | A    | A    | A    | A    | A    |

#### Doppio misto nei tornei del Grande Slam
Nessuna partecipazione